# 中華溜冰場
中華溜冰場（1941年6月15日－？）位於香港島灣仔跑馬地（『九龍汽車公司』舊址）。該場的總司理是曾福初醫生的胞弟曾福林，宗旨為「灌輸社會德育，革除個人自私，提倡高尚娛樂，救濟失業人群。」，佔地面積20,000多平方英呎，容納1,000多人，地處電車及公共汽車總站，設有參照美國芝加哥設計的室內及露天溜冰場、飲冰室。1941年6月15日（星期日）下午3時由中華民國外交部簽證處處長戴德撫夫人剪綵，當天有700至800人觀禮；下午3時30分開始營業。

## 猜豆遊戲
中華溜冰場舉辦『猜豆遊戲』，以三個玻璃瓶盛放紅色、黑色及白色的3,612顆豆子，讓入場人士競猜豆子的數目，1941年9月1日（星期一）下午2時揭曉，結果無人猜中，只能選出最接近的吳君（猜3,613顆）送出一雙美國制造的『京士頓』（Kingston）雪屐。